# Метод Остроградского
Метод Остроградского — метод интегрирования рациональных функций с кратными неприводимыми множителями в знаменателе. Метод позволяет одними лишь алгебраическими операциями свести задачу интегрирования произвольной рациональной функции к задаче интегрирования рациональной функции без кратных корней в знаменателе.

## История
Метод Остроградского назван по имени М. В. Остроградского, впервые предложившего его 22 ноября 1844 года на заседании физико-математического отделения Академии наук, опубликован в следующем году на французском языке, статья переведена на русский в 1958 г.

## Описание метода
Любой интеграл от рациональной функции можно представить в виде
{\displaystyle \int {\frac {P(x)}{Q(x)}}dx={\frac {P_{1}(x)}{Q_{1}(x)}}+\int {\frac {P_{2}(x)}{Q_{2}(x)}}dx}.
Здесь {\displaystyle Q_{2}(x)} представляет собой произведение всех неприводимых множителей многочлена {\displaystyle Q(x)} без учёта кратности (то есть каждый неприводимый множитель многочлена {\displaystyle Q(x)} встречается в разложении многочлена {\displaystyle Q_{2}(x)} один раз), {\displaystyle Q_{1}(x)} — произведение всех неприводимых множителей многочлена {\displaystyle Q(x)} с пониженной на 1 кратностью (каждый неприводимый множитель многочлена {\displaystyle Q(x)} кратности {\displaystyle n} встречается в разложении многочлена {\displaystyle Q_{1}(x)} {\displaystyle n-1} раз). Дробь {\displaystyle {\frac {P_{2}(x)}{Q_{2}(x)}}} является правильной. Эта формула называется формулой Остроградского. {\displaystyle {\frac {P_{1}(x)}{Q_{1}(x)}}} здесь есть алгебраическая (рациональная) часть интеграла от рациональной функции {\displaystyle \int {\frac {P(x)}{Q(x)}}dx}, а {\displaystyle \int {\frac {P_{2}(x)}{Q_{2}(x)}}dx} — трансцендентная.
Суть метода заключается в следующем. Запишем многочлены {\displaystyle P_{1}(x)} и {\displaystyle P_{2}(x)} с неопределёнными коэффициентами:
{\displaystyle P_{1}(x)=A_{s}x^{s}+\ldots +A_{1}x+A_{0}}
{\displaystyle P_{2}(x)=B_{r}x^{r}+\ldots +B_{1}x+B_{0}}.
Степени многочленов можно выяснить позже, а можно заранее взять наверняка. Пусть далее {\displaystyle \operatorname {deg} {P}=n,\ \operatorname {deg} {Q}=m,\ \operatorname {deg} {Q_{2}}=p,\ \operatorname {deg} {Q_{1}}=m-p}. Дробь под интегралом должна получиться правильной, поэтому степень {\displaystyle P_{2}} можно взять за {\displaystyle p-1}. Если первоначальная дробь была правильной, то и {\displaystyle {\frac {P_{1}}{Q_{1}}}} правильная и можно взять степень {\displaystyle P_{1}} как {\displaystyle m-p-1}. Если же она неправильная, то выделить целую часть и свести дробь к правильной (или же взять степень такую, чтобы степени целых частей слева и справа совпали).
Теперь мы можем найти коэффициенты этих многочленов методом неопределённых коэффициентов. Продифференцируем это равенство.
{\displaystyle {\frac {P(x)}{Q(x)}}={\frac {P_{1}'(x)Q_{1}(x)-P_{1}(x)Q_{1}'(x)}{Q_{1}^{2}(x)}}+{\frac {P_{2}(x)}{Q_{2}(x)}}}
Умножим обе части на {\displaystyle Q(x)}.
{\displaystyle P(x)={\frac {P_{1}'(x)Q(x)}{Q_{1}(x)}}-{\frac {P_{1}(x)Q_{1}'(x)Q(x)}{Q_{1}^{2}(x)}}+{\frac {P_{2}(x)Q(x)}{Q_{2}(x)}}=P_{1}'(x)Q_{2}(x)-P_{1}(x){\frac {Q_{1}'(x)Q_{2}(x)}{Q_{1}(x)}}+P_{2}(x)Q_{1}(x)}
В обеих частях равенства стоят многочлены. {\displaystyle P_{1}(x){\frac {Q_{1}'(x)Q_{2}(x)}{Q_{1}(x)}}} здесь тоже многочлен, так как {\displaystyle Q_{1}'(x)Q_{2}(x)} делится на {\displaystyle Q_{1}(x)}. Приравниваем коэффициенты при равных степенях и получаем систему линейных алгебраических уравнений. Решая её, получаем в итоге коэффициенты многочленов {\displaystyle P_{1}(x)} и {\displaystyle P_{2}(x)}.
В итоге мы представили первоначальный интеграл в виде {\displaystyle {\frac {P_{1}(x)}{Q_{1}(x)}}+\int {\frac {P_{2}(x)}{Q_{2}(x)}}dx}. Задача свелась к интегрированию дроби без кратных неприводимых множителей в знаменателе.
Формула {\displaystyle P(x)=P_{1}'(x)Q_{2}(x)-P_{1}(x){\frac {Q_{1}'(x)Q_{2}(x)}{Q_{1}(x)}}+P_{2}(x)Q_{1}(x)} позволяет более точно подобрать степени для многочленов {\displaystyle P_{1}(x)} и {\displaystyle P_{2}(x)}. Если приравнять степени всех слагаемых, то получим {\displaystyle s=n-p+1} и {\displaystyle r=n+p-m}.
Метод Остроградского позволяет сразу же получить алгебраическую часть интеграла рациональной функции. Более того, для этого даже не нужно вычислять разложение {\displaystyle Q(x)} на неприводимые. Действительно, {\displaystyle Q_{1}(x)={\text{НОД}}(Q,Q')}, {\displaystyle Q_{2}(x)={\frac {Q}{{\text{НОД}}(Q,Q')}}}. НОД многочленов же можно вычислить при помощи алгоритма Евклида. Таким образом, алгебраическая часть интеграла от рациональной функции может быть найдена при помощи метода Остроградского с использованием только лишь алгебраических операций.

## Доказательство
Доказательство того, что для любой рациональной дроби можно записать формулу Остроградского, получается сразу же из общего вида интеграла.
Запишем общий вид интеграла от рациональной функции.
{\displaystyle \int {\frac {P(x)}{\displaystyle \prod _{i=1}^{l}(x-x_{i})^{k_{i}}\displaystyle \prod _{i=1}^{n}(x^{2}+p_{i}x+q_{i})^{m_{i}}}}\,dx={\frac {T(x)}{\displaystyle \prod _{i=1}^{l}(x-x_{i})^{k_{i}-1}\displaystyle \prod _{i=1}^{n}(x^{2}+p_{i}x+q_{i})^{m_{i}-1}}}+\sum _{i=1}^{l}{A_{i}\ln {|x-x_{i}|}}+\sum _{i=1}^{n}\left({B_{i}\ln(x^{2}+p_{i}x+q_{i})+C_{i}\operatorname {arctg} {\frac {x+r_{i}}{h}}}\right)}
{\displaystyle x+r_{i}} здесь линейный двучлен, получаемый выделением полного квадрата из {\displaystyle x^{2}+p_{i}x+q_{i}}, т. е. {\displaystyle x^{2}+p_{i}x+q_{i}=(x+r_{i})^{2}+h^{2}}.
Занесём логарифмы и арктангенсы под интеграл.
{\displaystyle \int {\frac {P(x)}{\displaystyle \prod _{i=1}^{l}(x-x_{i})^{k_{i}}\displaystyle \prod _{i=1}^{n}(x^{2}+p_{i}x+q_{i})^{m_{i}}}}\,dx={\frac {T(x)}{\displaystyle \prod _{i=1}^{l}(x-x_{i})^{k_{i}-1}\displaystyle \prod _{i=1}^{n}(x^{2}+p_{i}x+q_{i})^{m_{i}-1}}}+\int \left(\sum _{i=1}^{l}{\frac {A_{i}}{x-x_{i}}}+\sum _{i=1}^{n}\left({\frac {B_{i}(2x+p_{i})+C_{i}h}{x^{2}+p_{i}x+q_{i}}}\right)\right)\,dx}
Полученная формула и есть формула Остроградского. Дробь под интегралом правильная, поскольку является суммой правильных дробей.